# Sylvanie Burton
Sylvanie Burton (n. 1956, Salybia, Dominica) este o politiciană din Dominica, care ocupă funcția de președinte al țării din 2023, după ce a fost aleasă în cadrul alegerilor prezidențiale din Dominica din 2023. Ea este prima femeie și prima persoană indigenă (caribi) care deține funcția de președinte al Dominicăi.

## Biografie
Burton este căsătorită și are doi copii. Deține o diplomă de master în management de proiect, obținută la Universitatea din Manchester, Anglia, și o diplomă de licență în dezvoltare rurală, obținută la Universitatea Francis Xavier, Canada.

## Carieră
Burton a ocupat funcția de secretar permanent în diverse ministere începând din 2014, activând în cadrul ministerelor Dezvoltării Comunitare, Mediului, Modernizării Zonelor Rurale, Promovării Poporului Kalinago și Împuternicirii Circumscripțiilor, precum și în cele ale Afacerilor Externe, Comerțului, Tineretului și Serviciilor Sociale. De asemenea, Burton a deținut anterior funcția de ofițer pentru dezvoltare în cadrul Ministerului pentru Afaceri Kalinago.
Burton a fost nominalizată de guvernul Partidului Laburist Dominican (DLP), condus de Roosevelt Skerrit, pentru a-l succeda pe președintele în exercițiu, Charles Savarin. Nominalizarea sa a fost respinsă de lidera opoziției, Jesma Paul Victor, ceea ce a dus la organizarea unei alegeri în parlament, împotriva candidatului opoziției.